# Dolmen von Kerluir
 Der Dolmen von Kerluir (auch Er Roc’h Vihan genannt) liegt am nordöstlichen Rand von Carnac im Département Morbihan in der Bretagne in Frankreich. Dolmen ist in Frankreich der Oberbegriff für Megalithanlagen aller Art (siehe: Französische Nomenklatur).
Der Dolmen von Kerluir steht auf einem stark bewachsenen großen Hügel. Der kleine Dolmen besteht nur noch aus einem Deckstein, der auf zwei Tragsteinen ruht. Einige anderen Steine liegen in der Nähe.
80 Meter entfernt steht westlich der Menhir von Kerluir oder Kerluir Menhir.